# Ernesto Fonseca
|  | «Ernesto Fonseca» redirigeix aquí. Vegeu-ne altres significats a «Ernesto Fonseca (desambiguació)». |

Ernesto Fonseca   (San José, 3 de setembre de 1981), conegut familiarment com a "Lobito" i "The Fonz", és un antic pilot professional de motocròs costa-riqueny. Va competir als Campionats AMA entre el 1999 i el 2006 i en va guanyar dos títols de supercross.

## Biografia
Fonseca va començar a conduir motocicletes de fora d'asfalt a cinc anys. Quan en tenia dotze, el seu talent el va dur als Estats Units, on va competir en minimotos. Després de nombrosos èxits, va pujar a la classe "Pro" de la cilindrada de 125cc a Costa Rica. Per tal de permetre-li de participar al campionat nacional, on va tenir per principals rivals Adrian Robert i Rodolfo Peña, la federació costa-riquenya va haver de canviar l'edat mínima legal, que era de 17 anys.
Ernesto Fonseca i Adrian Robert van rivalitzar durant anys pels títols de les classes de 125cc i 250cc. Fonseca va guanyar diversos campionats llatinoamericans de motocròs de 125cc i va participar sovint al Loretta Lynn's Amateur Championship, on va conèixer el seu gran amic Ricky Carmichael. El 1999, l'equip Yamaha of Troy el va fitxar per a competir al Campionat AMA de supercross de la Regió Est amb la Yamaha YZ125. Aviat va competir també al campionat de motocròs com a suplent de pilots de renom com ara Jeremy McGrath i Jimmy Button. A la seva primera temporada, Fonseca va guanyar les cinc primeres rondes i el campionat de supercross, cosa que li va valdre el premi AMA Rookie of the Year.
Durant el 2000 es va haver d'adaptar a la seva nova Yamaha de quatre temps i el 2001 ja hi va guanyar el campionat de supercross de la Regió Oest, amb la qual cosa esdevingué el primer a guanyar els campionats d'ambdues divisions (Est i Oest). Atès que les normes de l'AMA estableixen que un pilot ha de passar a la classe de 250cc si ha guanyat dos campionats de supercross de 125cc, el 2002 Fonseca va entrar a l'equip de fàbrica d'American Honda, on hi havia el seu amic Ricky Carmichael, per a disputar el campionat de la categoria màxima.
Durant les seves tres primeres temporades a la categoria dels 250cc, Fonseca va obtenir dos tercers llocs finals: el 2003 al campionat de supercross i el 2005 al de motocròs. Malauradament, la seva prometedora carrera es va truncar de cop el 2006, quan tenia 25 anys, a causa d'un accident en un entrenament en què es va trencar les cervicals C5, C6 i C7.

## Lesió
El 7 de març de 2006, Fonseca es va lesionar mentre practicava a la seva pista privada. En caure de cap es va fracturar les vèrtebres (especialment, la C6) i es va fer una contusió a la columna. Dos dies després de l'accident va ser sotmès a cirurgia i el 13 d'abril va ser traslladat a Colorado per a la seva rehabilitació. L'accident va deixar Ernesto Fonseca sense sensibilitat del pit cap avall. Després d'una difícil etapa de recuperació, Fonseca va arribar a esdevenir atleta paralímpic.

## Palmarès
Títols per any
| Any  | Equip  | Campionat      | Classe     |
| ---- | ------ | -------------- | ---------- |
| 1999 | Yamaha | AMA Supercross | 125cc East |
|      |        |                |            |
| 2001 | Yamaha | AMA Supercross | 125cc West |